# Барон Чешем
Барон Чешем из Чешема в графстве Бакингемшир — наследственный титул в системе Пэрства Соединенного Королевства. Он был создан 15 января 1858 года для либерального политика, достопочтенного Чарльза Кавендиша (1793—1863), который ранее представлял в Палате общин Эйлсбери (1814—1818), Ньютаун (1821—1830), Ярмут на острове Уайт (1831—1832), Восточный Суссекс (1832—1841), Йол (1841—1847) и Бакингемшир (1847—1857). Он был четвертым сыном Джорджа Кавендиша, 1-го графа Берлингтона (1754—1834), третьего сына Уильяма Кавендиша, 4-го герцога Девоншира. Его сын, Уильям Джордж Кавендиш, 2-й барон Чешем (1815—1882), либеральный политик, был депутатом парламента от Питерборо (1847—1852) и Бакингемшира (1857—1863). Его преемником стал его сын, Чарльз Комптон Уильям Кавендиш, 3-й барон Чешем (1850—1907). Он служил в качестве псаря охотничьих собак (1900—1901) в консервативной администрации лорда Солсбери, с 1901 года член Тайного совета Великобритании. Его внук, Джон Чарльз Комптон Кавендиш, 5-й барон Чешем (1916—1989), служил в качестве младшего парламентского секретаря в министерстве транспорта с 1959 по 1964 год в консервативных правительствах Гарольда Макмиллана и Алека Дугласа-Хьюма, с 1964 года стал член Тайного совета. Его преемником стал его сын, Николас Чарльз Кавендиш, 6-й барон Чешем (1941—2009). Он занимал должность капитана йоменской гвардии в консервативной администрации Джона Мейджора (1995—1997). Тем не менее, он потерял свое место в Палате лордов после принятия Акта Палаты лордов 1999 года.
По состоянию на 2024 год носителем титула являлся его сын, Чарльз Грей Комптон Кавендиш, 7-й барон Чешем (род. 1974), сменивший своего отца в 2009 году.

## Бароны Чешем (1858)
- 1858—1863: Чарльз Комптон Кавендиш, 1-й барон Чешем[англ.] (28 августа 1793 — 10 ноября 1863), четвертый (младший) сын Джорджа Огастеса Генри Кавендиша, 1-го графа Берлингтона[англ.] (1754—1834)[1];
- 1863—1882: Уильям Джордж Кавендиш, 2-й барон Чешем[англ.] (29 октября 1815 — 26 июня 1882), единственный сын предыдущего[2];
- 1882—1907: Генерал-майор Чарльз Комптон Уильям Кавендиш, 3-й барон Чешем[англ.] (13 декабря 1850 — 9 ноября 1907), старший сын предыдущего[3];
- 1907—1952: Джон Комптон Кавендиш, 4-й барон Чешем (13 июня 1894 — 26 апреля 1952), второй (младший) сын предыдущего[4];
- 1952—1989: Джон Чарльз Комптон Кавендиш, 5-й барон Чешем[англ.] (18 июня 1916 — 23 декабря 1989), единственный сын предыдущего[5];
- 1989—2009: Николас Чарльз Кавендиш, 6-й барон Чешем[англ.] (7 ноября 1941 — 27 августа 2009), старший сын предыдущего[6];
- 2009 — настоящее время: Чарльз Грей Комптон Кавендиш, 7-й барон Чешем[англ.] (род. 11 ноября 1974), старший сын предыдущего[7];
  - Наследник титула: достопочтенный Оливер Николас Брюс Кавендиш (род. 15 февраля 2007), единственный сын предыдущего[8].